# 神戸電鉄有馬線
有馬線（ありません）は、兵庫県神戸市兵庫区の湊川駅から同市北区の有馬温泉駅までを結ぶ神戸電鉄の鉄道路線である。駅ナンバリングで使われる路線記号はKB。
六甲山地を50‰の勾配で越えて、神戸と古くからの温泉地である有馬温泉を結んでいる。各駅周辺には住宅地が広がり神戸市中心部への通勤・通学路線となっている。
鈴蘭台駅から有馬線方面に入る列車の大半が三田線に直通する運転体系が取られていることから、三田線とまとめて「有馬・三田線」と案内されることもある。乗換案内などの経路検索サイト、アプリなどでは、大半がこの呼び名で扱われている。

## 路線データ
- 路線距離（営業キロ）：22.5km[3]
- 軌間：1,067 mm[3]
- 駅数：15駅（起終点駅含む）
- 複線区間：湊川駅 - 有馬口駅間
- 電化区間：全線電化（直流1,500 V）
- 閉塞方式：自動閉塞式
- 最高速度：80 km/h[1]
- 2020年度の混雑率：75 %（花山駅→谷上駅 7:00-8:00）[4]
- IC乗車カード対応区間：
  - PiTaPaエリア：全線

## 運行形態
すべての列車が起点の湊川駅から神戸高速線に直通し新開地駅発着となっている。
ほとんどの列車は鈴蘭台駅から粟生線、有馬口駅から三田線へ直通する。朝夕に新開地駅 - 有馬温泉駅間の列車がある以外、原則として有馬口駅 - 有馬温泉駅間はこの区間折り返しとなる。このほか、新開地駅 - 鈴蘭台駅・西鈴蘭台駅間の区間列車がある。全線でワンマン運転を行っている。

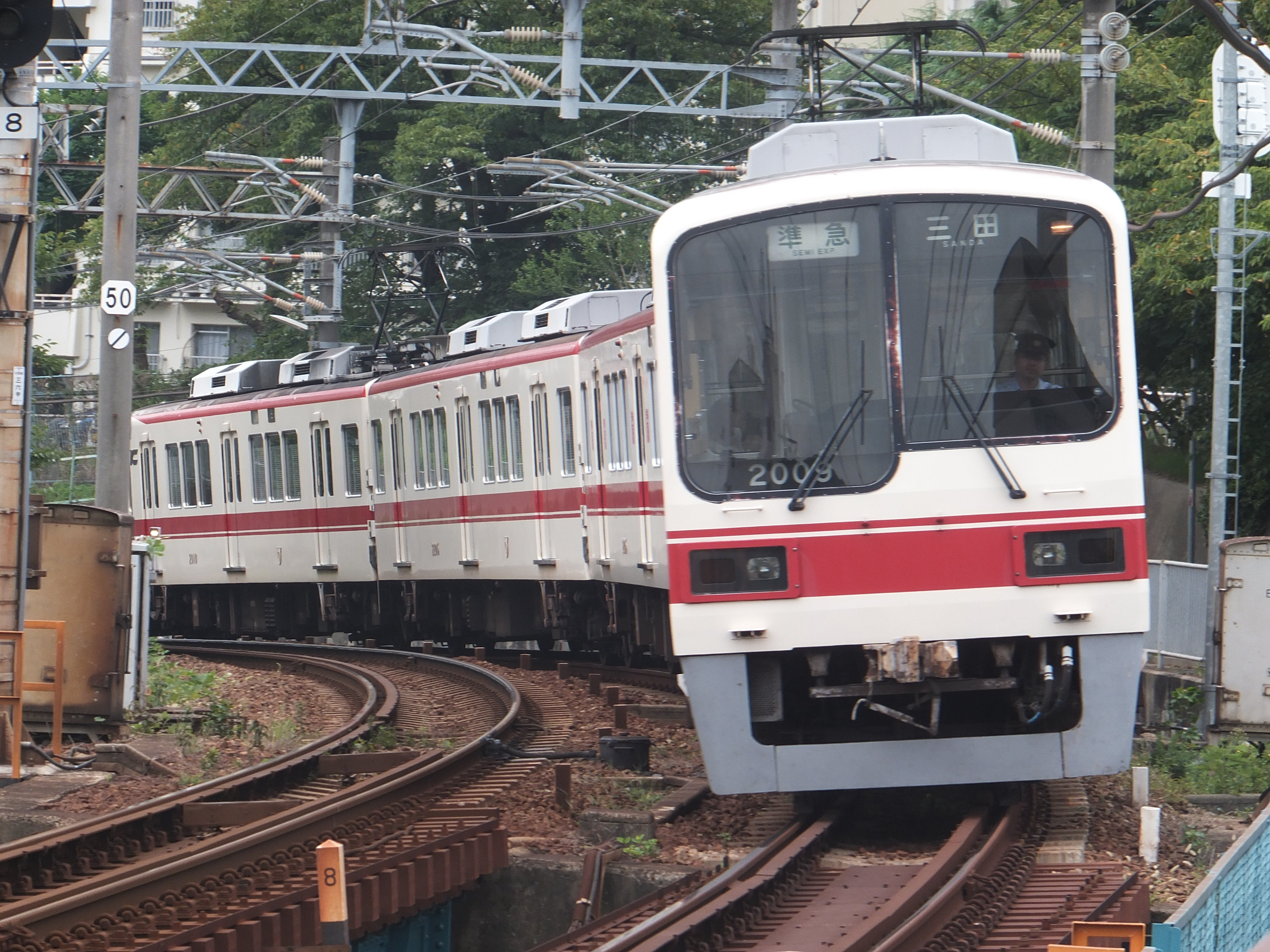
三田行き準急

### 運行本数
朝夕ラッシュ時は鈴蘭台以北も通過運転を行う優等列車が設定され、それを補う形で普通列車が運転される。夕方ラッシュ時は15分サイクルを基本としたパターンとなっている。
2022年3月12日以降の日中1時間あたりの運行本数は以下のとおりである。
| 駅名 ＼ 種別 | 駅名 ＼ 種別 | 新開地                    | 湊川                      | …                         | 鈴蘭台                    | …                         | 有馬口                    | 有馬口 | 有馬温泉 | 直通   |
| ------------ | ------------ | ------------------------- | ------------------------- | ------------------------- | ------------------------- | ------------------------- | ------------------------- | ------ | -------- | ------ |
| 運行本数     | 準急         | 2本（下りのみ）→          | 2本（下りのみ）→          | 2本（下りのみ）→          | 2本（下りのみ）→          | 2本（下りのみ）→          | 2本（下りのみ）→          |        |          | 三田線 |
| 運行本数     | 準急         | ←2本（上りのみ）          | ←2本（上りのみ）          | ←2本（上りのみ）          | ←2本（上りのみ）          |                           |                           |        |          | 粟生線 |
| 運行本数     | 普通         | ←4本（上り） 2本（下り）→ | ←4本（上り） 2本（下り）→ | ←4本（上り） 2本（下り）→ | ←4本（上り） 2本（下り）→ | ←4本（上り） 2本（下り）→ | ←4本（上り） 2本（下り）→ |        |          | 三田線 |
| 運行本数     | 普通         | 2本（下りのみ）→          | 2本（下りのみ）→          | 2本（下りのみ）→          | 2本（下りのみ）→          |                           |                           |        |          | 粟生線 |
| 運行本数     | 普通         |                           |                           |                           |                           | 4本                       |                           |        |          |        |

日中は、1時間に粟生線直通が2本、三田線直通が4本運転される。有馬口駅 - 有馬温泉駅間は三田線直通と接続する形で1時間に4本運転される。鈴蘭台以北は準急含め各駅に停まる列車が15分間隔で運転されるシンプルなダイヤ構成となっている。

### 列車種別
優等列車の変遷は激しく、沿線の開発度合に応じて準急以外の各列車の停車駅は度々変更されている。

#### 現行の列車種別

##### 特快速
1995年11月26日のダイヤ改正より登場した種別。有馬線・三田線における最速達種別であり、ニュータウン開発で増加した三田駅 - 岡場駅間の通勤客輸送に対応するため、平日朝のラッシュ時に三田発新開地行きのみ1日2本運行されている。三田線においては唯一線内で通過駅のある種別であり、岡場駅を出ると北神線との乗り換え駅である谷上駅までノンストップとなり、谷上駅から新開地駅までの停車駅は急行と同じである。
快速の上級種別であることから、英語では"Special Rapid Express"（直訳すると特別快速急行になる）と表記されている。種別名が「特快速」となったのは、かつて三田方面に運転されていた「特急」と「快速」との間の位置付けであることから。

##### 急行
三田線三田駅 - 新開地駅間で朝夕のラッシュ時に運転されている。粟生線の急行は2017年3月25日のダイヤ改正で日中の列車が上りが準急、下りが普通に変更され設定がなくなり、2022年3月12日のダイヤ改正で朝のラッシュ時にあった粟生発・小野発の列車が準急に変更されて廃止された。
1970年代の有馬線・三田線系統の途中停車駅は湊川・鈴蘭台・大池・唐櫃台と有馬口から各駅停車、粟生線系統は湊川・鈴蘭台と押部谷から各駅停車であった。また当時は有馬温泉発着の急行も設定されていた。2020年3月14日のダイヤ改正より花山駅が停車駅に追加された。
なお、時刻表や停車駅の案内などでは青色が用いられているが、方向幕の表記では赤（LED車両はオレンジ）である。

##### 準急
終日の運転で、丸山駅と鵯越駅のみ通過し、鈴蘭台駅以北は有馬線・粟生線とも例外なく各駅に停車する。日中は上りは粟生線方面からのみ、下りは三田線方面行きのみ運転。2020年3月14日以降は30分間隔で運転しているが、それまでは15分間隔での運転であった。2007年3月31日のダイヤ改正から2012年5月19日のダイヤ改正までは、日中の準急は普通列車に格下げされていた。

##### 普通
三田駅 - 新開地駅間と粟生駅・小野駅・志染駅 - 新開地駅間で終日運転される（ただし昼間の上り粟生線方面からの列車は準急のみ）。各駅に停車し、日中上りは三田線方面からの列車のみ毎時4本、下りは三田線方面行きの列車と粟生線方面行きの列車が毎時2本ずつ運転される。また有馬口駅 - 有馬温泉駅間や、車庫がある鈴蘭台駅を始発や終着とした区間運転がある。
2005年に営業休止となった菊水山駅営業時は鈴蘭台駅発着列車など一部をのぞき、「普通」でも同駅を通過していた。そのため、神戸電鉄では同駅停車列車を「各駅停車」と区別していた。

#### 過去の列車種別

##### 特急
1988年4月に登場し、当初は1日3往復設定されていた。三田線内では一部の普通列車と差し替える形で運転されていた（つまり特急通過駅では特急運転時間帯の普通列車の運転間隔が30分間に開くダイヤとなっていた）。1995年11月の特快速登場と共に一部が快速に置き換えられ、その2年余り後の1998年3月に廃止された。廃止前は途中、湊川・鈴蘭台・北鈴蘭台・山の街・谷上・有馬口・岡場・道場南口・横山に停車していた。三田線三田駅 - 岡場駅の各駅に停車し、有馬口駅を通過する上記の特快速に対して、いわゆる千鳥停車となっていたのは、特快速が通勤・通学客輸送目的であるため。

##### 快速
三田駅発着の快速
新開地駅 - 三田駅間にラッシュ時のみ運行され、特快速とは違い上り・下りともに運行されていた。途中の停車駅は湊川・鈴蘭台・北鈴蘭台・山の街・谷上・有馬口 - 三田間の各駅であった。急行より停車駅が2駅少なく（大池駅と唐櫃台駅を通過）、粟生線同様に「急行」より上位種別であった。2007年3月31日に行われたダイヤ改正で急行に変更されたことに伴い廃止された。
粟生・小野駅発着の快速
粟生線粟生駅 ・小野駅 - 新開地駅間で運転。2020年3月13日まで粟生線における最速達種別であった。下りは夕ラッシュから夜間にかけて、上りは早朝に運転された。
停車駅は、急行の停車駅から木幡駅と栄駅をのぞいたものである。かつてはこの種別が急行として運転されていたが、現行の急行列車を追加設定した際に快速へ改称された。その後1998年3月22日に急行に格下げされる形で廃止されていたが、2009年3月20日のダイヤ改正で11年ぶりに設定が復活していた。しかし、2020年3月14日のダイヤ改正で再び消滅した。
英語では他社と違い"Rapid Express"と表記していた。直訳すれば「快速急行」となるが、"Express"は優等種別であるという意味をこめたものとされる。なお快速新設当時、他社となる神戸高速鉄道新開地駅ホームに掲出されていた時刻表には“快速急行”と誤記されていた。

##### 通勤急行
沿線開発の進捗に合わせて従来の急行の停車駅に北鈴蘭台・山の街を追加した形で1984年まで設定されていたが、従来の急行の停車駅が輸送実情に合わなくなったため通勤急行に統合する形で改正され、その通勤急行を急行と名称変更した（現在の有馬線急行列車・粟生線の急行は上記快速欄を参照のこと）。統合前の停車駅は湊川・鈴蘭台・北鈴蘭台・山の街・大池・唐櫃台・有馬口 - 三田間の各駅であった（当時、谷上は通過）。

### 大晦日から元日にかけての運転
大晦日から元日にかけての終夜運転は、有馬線・三田線・粟生線の一部区間において2000年から2001年のみ行われた。その他の年には「初日の出参拝」臨時列車として、元日の始発列車前に3 - 4時台から臨時列車が運転されているほか、大晦日の最終電車後に1往復程度の増発が行われている。

## 歴史
- 1923年（大正12年）6月18日：有馬電気鉄道に対し鉄道免許状下付（神戸市上三條町-有馬郡有馬町間）[9]。
- 1924年（大正13年）6月1日：神戸有馬電気鉄道に名称変更[10]
- 1928年（昭和3年）11月28日：湊川駅 - 電鉄有馬駅（現在の有馬温泉駅）間が開業[11]。
- 1929年（昭和4年）
  - 5月以前：電鉄有馬駅を有馬温泉駅に改称[12]。大池駅開業[12]。
  - 10月10日：六甲北口駅を六甲登山口駅に改称[13]。
- 1932年（昭和7年）8月1日：小部駅を鈴蘭台駅に改称[14][15]。神有耶馬駅開業[12]。
- 1935年（昭和10年）3月8日：峠信号所を駅に変更し山の街駅開業[14][16]。
- 1939年（昭和14年）2月15日：神有耶馬駅廃止[12]。
- 1940年（昭和15年）10月5日：菊水山駅開業[12]。
- 1948年（昭和23年）10月1日：鷹取道駅を丸山駅に改称[17]。
- 1951年（昭和26年）3月20日：唐櫃駅を有馬温泉口駅に改称[18]。
- 1952年（昭和27年）10月1日：丸山駅を電鉄丸山駅に改称[17]。
- 1954年（昭和29年）9月1日：有馬温泉口駅を有馬口駅に改称[18]。
- 1965年（昭和40年）
  - 1月26日：鈴蘭台駅 - 谷上駅間複線化[19]。
  - 12月1日：花山駅開業[19][20]。
- 1966年（昭和41年）
  - 3月1日：谷上駅 - 有馬口駅間複線化[14]。
  - 7月1日：唐櫃台駅開業[14][21]。
- 1968年（昭和43年）
  - 4月6日：湊川駅地下化[14]。
  - 4月7日：神戸高速鉄道新開地駅に乗り入れ開始[14][22]。
- 1970年（昭和45年）4月6日：北鈴蘭台駅開業[14][23]。
- 1975年（昭和50年）6月15日：新有馬駅休止[14]。
- 1988年（昭和63年）
  - 3月27日：同年4月2日の北神急行電鉄北神線開業に伴い谷上駅移転、同駅付近経路変更[24][25]。
  - 4月1日：電鉄丸山駅を丸山駅に[17]、六甲登山口駅を神鉄六甲駅に改称[13][24]。
  - 4月2日：最高速度を60 km/hから70 km/hに引き上げ[24]。
- 1994年（平成6年）12月18日：ダム建設に伴い菊水山駅 - 鈴蘭台駅間の上り線が経路変更[26]。
- 1995年（平成7年）
  - 1月17日：阪神・淡路大震災により全線不通[24]。
  - 1月19日：鈴蘭台駅 - 有馬口駅間運転再開[24]。
  - 2月7日：鈴蘭台駅 - 神鉄長田駅間運転再開[24][27]。
  - 3月31日：有馬口駅 - 有馬温泉駅間運転再開[24][27]。
  - 6月22日：神鉄長田駅 - 湊川駅間運転再開し全線開通[24][27]。
  - 9月10日：ダム建設に伴い菊水山駅 - 鈴蘭台駅間の下り線が経路変更[24][26]。
  - 11月26日：谷上駅 - 有馬口駅間の最高速度が80km/hに引き上げ[24]。ダイヤ改正により「特快速」が新設される[5]
- 2001年（平成13年）6月23日：有馬口駅 - 有馬温泉駅間ワンマン運転開始[24][28]。
- 2004年（平成16年）1月11日：新開地駅 - 鈴蘭台駅間ワンマン運転開始[24][29][30]。
- 2005年（平成17年）
  - 3月26日：有馬線・三田線ワンマン習熟運転開始、菊水山駅休止[24][30]。
  - 6月1日：ラッシュ時の一部列車をのぞき、全線ワンマン運転開始[24][30]。
- 2011年（平成23年）3月1日：駅構内の喫煙コーナーを廃止し、駅構内を全面禁煙化。
- 2013年（平成25年）2月28日：新有馬駅廃止[2]。
- 2018年（平成30年）3月23日：菊水山駅廃止[31]。

## 駅一覧
- 駅番号は2014年4月1日に導入[32]。
- 全駅兵庫県神戸市内に所在。
- 新開地駅 - 湊川駅間は神戸高速鉄道が第三種鉄道事業者として線路を保有し、神戸電鉄が第二種鉄道事業者として旅客の運送を行っている。
- ●・▲・▼：停車（▲：新開地行きのみ、▼有馬温泉行きのみ）、｜↑：通過、↑片方向のみ運転。
- 普通は全駅に停車（表中省略）。
- 準急：有馬口 - 有馬温泉間は平日の有馬温泉行きのみ運転。
- 特快速：平日の新開地方面行きのみ運転。
- 線路 … ||：複線区間、◇・｜：単線区間（◇は列車交換可能）、∨：ここより下は単線

| 路線名       | 駅番号       | 駅名         | 駅間 キロ    | 湊川 からの 営業キロ | 準急 | 急行 | 特快速 | 接続路線・備考 | 線路 | 所在地 | |
| ------------ | ------------ | ------------ | ------------ | --- | --- | --- | --- | --- | --- | --- | --- |
| 神戸高速線   | KB01         | 新開地駅     | -            | 0.4 | ● | ● | ▲ | 阪神電気鉄道：- 神戸高速線 (HS 36) - 阪急電鉄： 神戸高速線 (HS 36)                                                            | \|\| | 兵庫区 | |
| 神戸高速線   | KB02         | 湊川駅       | 0.4          | 0.0 | ● | ● | ▲ | 神戸市営地下鉄： 西神・山手線（湊川公園駅）（S06）                                                                            | \|\| | 兵庫区 | |
| 有馬線       | KB02         | 湊川駅       | 0.4          | 0.0 | ● | ● | ▲ | 神戸市営地下鉄： 西神・山手線（湊川公園駅）（S06）                                                                            | \|\| | 兵庫区 | |
| KB03         | 長田駅       | 1.9          | 1.9          | ● | ｜ | ↑ | | \|\| | 長田区 | | |
| KB04         | 丸山駅       | 0.7          | 2.6          | ｜ | ｜ | ↑ | | \|\| | 長田区 | | |
| KB05         | 鵯越駅       | 1.0          | 3.6          | ｜ | ｜ | ↑ | | \|\| | 兵庫区 | | |
| KB06         | 鈴蘭台駅     | 3.9          | 7.5          | ● | ● | ▲ | 神戸電鉄： 粟生線（一部直通運転：下記参照）                                                                                   | \|\| | 北区 | | |
| KB07         | 北鈴蘭台駅   | 1.9          | 9.4          | ● | ● | ▲ | | \|\| | 北区 | | |
| KB08         | 山の街駅     | 0.9          | 10.3         | ● | ● | ▲ | | \|\| | 北区 | | |
| KB09         | 箕谷駅       | 1.7          | 12.0         | ● | ｜ | ↑ | | \|\| | 北区 | | |
| KB10         | 谷上駅       | 1.7          | 13.7         | ● | ● | ▲ | 神戸市営地下鉄：北神線（S01）                                                                                                 | \|\| | 北区 | | |
| KB11         | 花山駅       | 1.7          | 15.4         | ● | ● | ↑ | | \|\| | 北区 | | |
| KB12         | 大池駅       | 1.7          | 17.1         | ● | ● | ↑ | | \|\| | 北区 | | |
| KB13         | 神鉄六甲駅   | 1.0          | 18.1         | ● | ｜ | ↑ | | \|\| | 北区 | | |
| KB14         | 唐櫃台駅     | 0.8          | 18.9         | ● | ● | ↑ | | \|\| | 北区 | | |
| KB15         | 有馬口駅     | 1.1          | 20.0         | ● | ● | ↑ | 神戸電鉄： 三田線（直通運転：下記参照）                                                                                       | ∨ | 北区 | | |
| KB16         | 有馬温泉駅   | 2.5          | 22.5         | ▼ | | | | ◇ | 北区 | | |
| 直通運転区間 | 直通運転区間 | 直通運転区間 | 直通運転区間 | - 鈴蘭台駅から - 普通・準急（※2）…粟生線粟生駅まで - 有馬口駅から - 普通・準急・急行（※1）・特快速（※1・※2）…三田線三田駅まで | - 鈴蘭台駅から - 普通・準急（※2）…粟生線粟生駅まで - 有馬口駅から - 普通・準急・急行（※1）・特快速（※1・※2）…三田線三田駅まで | - 鈴蘭台駅から - 普通・準急（※2）…粟生線粟生駅まで - 有馬口駅から - 普通・準急・急行（※1）・特快速（※1・※2）…三田線三田駅まで | - 鈴蘭台駅から - 普通・準急（※2）…粟生線粟生駅まで - 有馬口駅から - 普通・準急・急行（※1）・特快速（※1・※2）…三田線三田駅まで | - 鈴蘭台駅から - 普通・準急（※2）…粟生線粟生駅まで - 有馬口駅から - 普通・準急・急行（※1）・特快速（※1・※2）…三田線三田駅まで | - 鈴蘭台駅から - 普通・準急（※2）…粟生線粟生駅まで - 有馬口駅から - 普通・準急・急行（※1）・特快速（※1・※2）…三田線三田駅まで | - 鈴蘭台駅から - 普通・準急（※2）…粟生線粟生駅まで - 有馬口駅から - 普通・準急・急行（※1）・特快速（※1・※2）…三田線三田駅まで | - 鈴蘭台駅から - 普通・準急（※2）…粟生線粟生駅まで - 有馬口駅から - 普通・準急・急行（※1）・特快速（※1・※2）…三田線三田駅まで |
| 備考         | 備考         | 備考         | 備考         | - ※1…大半（日中は全列車）が直通 - ※2…湊川・新開地方面行きのみ                                                                 | - ※1…大半（日中は全列車）が直通 - ※2…湊川・新開地方面行きのみ                                                                 | - ※1…大半（日中は全列車）が直通 - ※2…湊川・新開地方面行きのみ                                                                 | - ※1…大半（日中は全列車）が直通 - ※2…湊川・新開地方面行きのみ                                                                 | - ※1…大半（日中は全列車）が直通 - ※2…湊川・新開地方面行きのみ                                                                 | - ※1…大半（日中は全列車）が直通 - ※2…湊川・新開地方面行きのみ                                                                 | - ※1…大半（日中は全列車）が直通 - ※2…湊川・新開地方面行きのみ                                                                 | - ※1…大半（日中は全列車）が直通 - ※2…湊川・新開地方面行きのみ                                                                 |

### 廃駅
- 神有耶馬駅（鵯越駅 - 鈴蘭台駅間）：1939年2月15日廃止。
- 新有馬駅（有馬口駅 - 有馬温泉駅間）：1975年6月15日休止、2013年2月28日廃止[2]。
- 菊水山駅（鵯越駅 - 鈴蘭台駅間）：2005年3月26日休止、2018年3月23日廃止[31]。